# Guineu voladora emmascarada de l'arxipèlag de Bismarck
La guineu voladora emmascarada de l'arxipèlag de Bismarck (Pteropus capistratus) és una espècie de ratpenat de la família dels pteropòdids. És endèmica de Papua Nova Guinea. El seu hàbitat natural són els boscos de plana i de muntanya, tot i que també viu a plantacions i jardins situats a la vora de boscos. Està amenaçada per la desforestació.